# Орловское Полесье
Орло́вское Поле́сье — национальный парк на северо-западе Орловской области России на территории Знаменского и Хотынецкого районов, в южной части Орловско-Калужского полесья.
Образован 9 января 1994 года по инициативе Е. С. Строева. Общая площадь парка — 77 745 га.

## Описание территории

### Природная зона
НП «Орловское Полесье» находится на стыке двух природно-климатических зон — широколиственных лесов и лесостепи.

### Ландшафт
Территория представляет собой приподнятую всхолмлённую равнину. Поверхность сильно изрезанная, расчленена долинами рек, оврагами и балками.
Речная система принадлежит бассейну Оки. Главная река — Вытебеть, русло которой очень извилисто. В парке находятся родники, дающие начало многочисленным ручьям.

## Растительность
В национальном парке преобладают смешанные леса. Флора парка насчитывает более 860 видов, включающих 173 вида редких и исчезающих растений.
| - сосна обыкновенная - ель европейская - дуб черешчатый - берёза | - липа - осина - клён платанолистный - ясень обыкновенный - ольха клейкая |

Только на территории «Орловского Полесья» встречается более 30 редких и охраняемых растений.
| - рогульник плавающий (чилим) - медвежий лук (черемша) - прострел раскрытый - ирис сибирский | - молодило побегоносное - неоттианта клобучковая - рябчик шахматный - лунник оживающий |

## Животный мир
По разнообразию и обилию фауны национальный парк является уникальным. Здесь обитают 267 видов позвоночных животных, среди них наибольшее число составляют птицы — 174 вида, млекопитающих насчитывается 49 видов, рыб — 26 видов, земноводных — 11 видов, пресмыкающихся — 7 видов.
| - глухарь - рябчик - чёрный дятел - степной хорь - серая куропатка - сурок-байбак - перепел - благородный олень | - лось - рысь - косуля - кабан - бобр - выдра - норка - ондатра |

В состав фауны национального парка входит 87 видов редких животных.
| - мнемозина - стерлядь - большой подорлик - малый подорлик - беркут | - змееяд - чёрный аист - серый сорокопут - зубр европейский - гигантская вечерница - выхухоль русская |

По состоянию на 2024 год на территории парка обитает 723 зубра — вид, занесённый во Всемирную Красную книгу. Это самая большая популяция вольноживущего зубра в России и вторая по численности в мире. Проводятся работы по восстановлению численности популяции русской выхухоли — эндемика России.

## Исторические легенды
Орловское Полесье — край легенд. Одна из них утверждает, что защитник земли русской Илья Муромец бывал на Орловщине и сразился с Соловьём-разбойником в деревне Девять Дубов, находящейся на территории Полесья. В церковной летописи говорится, что на месте деревни в древние времена были непроходимые болота, а в самой густой части леса было девять дубов, росших из одного пня. Они так тесно срослись между собой, что представляли удобное место для укрывательства Соловья-разбойника и его шайки, грабивших и убивавших путников, и даже несколько раз нападавших на Одринский монастырь, предавая его огню и разорению.

## Достопримечательности
- Литературно-краеведческий музей «Тургеневское полесье» в селе Ильинское.
- городище и курганный могильник у деревни Радовище.
- Село Льгов с каменной церковью во имя Святой Живоначальной Троицы XVIII века.
- Городище (XI—XII вв.) с остатками самой крупной в Орловской области крепости древнерусского города Хотимля у деревни Хотимль-Кузмёнково.
- Песчаный источник Казанской Божией Матери[5].

## В литературе
В Орловском Полесье жили персонажи «Записок охотника» Ивана Сергеевича Тургенева.

## Адрес парка
303943, Орловская область, Хотынецкий район, п. Жудерский.